# Jim Graham
Jim Graham (* 24. Februar 1935) ist ein ehemaliger US-amerikanischer Stabhochspringer.
1959 gewann er bei den Panamerikanischen Spielen in Chicago Silber mit 4,32 m.
Für die Oklahoma State University startend wurde er 1956 und 1959 NCAA-Meister. Seine persönliche Bestleistung von 4,70 m stellte er am 19. Mai 1959 in Norman auf.